# Allaire
Allaire (en francés y oficialmente; Alaer en bretón) es una localidad y comuna francesa en la región administrativa de Bretaña, en el departamento de Morbihan. 
Sus habitantes reciben el gentilicio en idioma francés de Allairiens y Allairiennes

## Demografía
| 2103 | 2219 | 2394 | 2686 | 2990 | 3188 |
| Para los censos de 1962 a 1999 la población legal corresponde a la población sin duplicidades (Fuente: INSEE [Consultar]) |      |      |      |      |      |